# Gen Con
Gen Con（ジェンコン）は、来場者数と行われるイベントの種類の双方において北米最大の卓上ゲームコンベンションである。伝統的なペンと紙、ボード、カードを用いるロールプレイングゲーム、ミニチュア・ウォーゲーム、ライブアクションRPG、トレーディングカードゲーム、ボードゲームなどが対象とされる。またコンピュータゲームも対象とされる。来場者は様々なトーナメントや双方向型ゲームのセッションに参加することができる。2015年に開催されたGen Conのユニーク来場者数は61,423人であった。
後に『ダンジョンズ&ドラゴンズ』を共同創作したゲイリー・ガイギャックスによってウィスコンシン州レイク・ジェニーバでウォーゲームのコンベンションとして、1968年に初めて開催された。コンベンションの開催地は1985年にウィスコンシン州ミルウォーキーに定着するまでの1972年から1984年の間、ウィスコンシン州内の様々な場所で開催された。ミルウォーキーでの開催は2002年までであり、2003年以降はインディアナ州インディアナポリスで開催されている。Gen Conは年次のコンベンション以外に、時折合衆国内の様々な場所や合衆国外でも特別開催された。
1976年、Gen Conはガイギャックスの共同設立したゲーム出版社であるTSR社が主催者となった。TSR社（とGen Con）は1997年にウィザーズ・オブ・ザ・コースト社(WotC)によって買収されたが、WotC自身もその後ハズブロ社によって買収された。2002年、ハズブロ社はGen Conの主催権をWotCの前CEOであるピーター・アドキソンに売却した。Gen Conは2008年にルーカスフィルムによって申し立てられた訴訟によって短期間、第11章破産保護下にあった。組織は1年後に破産保護状態を脱したが、その間も予定されていた定期開催は行われた。

## 歴史

### 初期

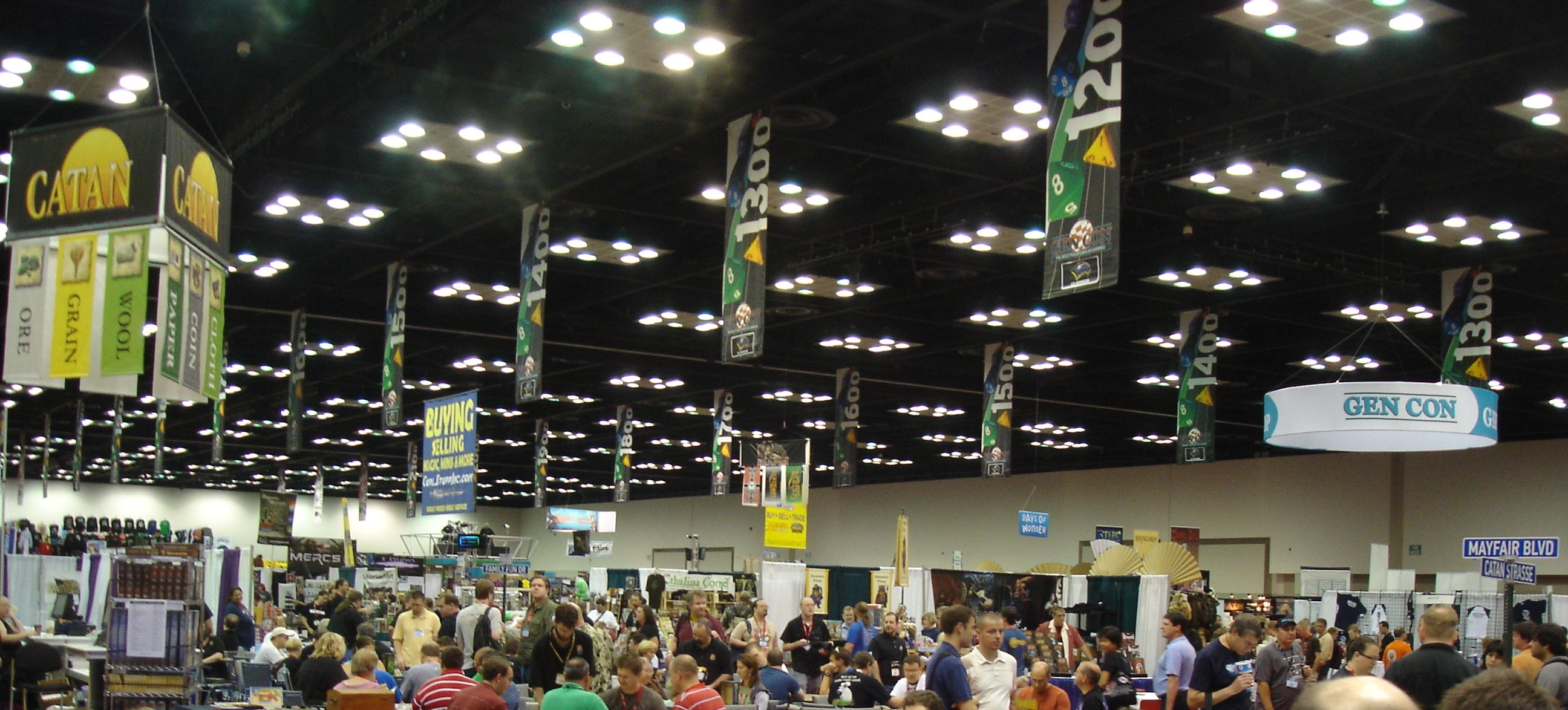
2010年のGen Con Indy開催中における展示スペースの一部

国際ウォーゲーム連盟(IFW)は1967年に設立された後、ペンシルベニア州モルバーンで8月に開催された最初の年次クラブコンベンションを含む、多くの小さな地区コンベンションを主催した。シカゴ地区に住む幾人かのIFW会員達はモルバーンに行くことができず、公式年次コンベンションが開催されるのと同じ週末に、ウィスコンシン州レイク・ジェニーバにあったゲイリー・ガイギャックスの自宅で非公式の集会を行った。後にこの集会は「Gen Con 0」と呼ばれるようになった。1968年、ガイギャックスはレイク・ジェニーバの園芸会館を借り、IFWコンベンションの後追いをすべくレイク・ジェニーバ・ウォーゲーム・コンベンションを開催し、これが後にGen Conゲームコンベンションとして認知されるようになる。ガイギャックスも共同設立者の1人であるIFWは、この第1回Gen Conを後援し、園芸会館使用料金50ドルの内35ドルを提供した。参加者はおよそ100人であった。1969年8月の第2回Gen Conにおいて、ガイギャックスはロブ・クンツとデイヴ・アーンソンに出会った。これら初期のコンベンションにおいては、イベントの中心はボードゲームとミニチュア・ウォーゲームであった。
Gen Conの名称は、このコンベンション発祥の地がレイク・ジェニーバであるため、「ジェニーバ・コンベンション(Geneva Convention)」が由来となった。これは初期のゲームの多くの主題がからむ、戦争に関する重要な国際条約であるジュネーヴ条約(Geneva Conventions)と1文字違いであり、仲間内の言葉遊びでもあった。1971年からGen Conはレイク・ジェニーバ戦術研究会が共同スポンサーとなった。

### TSR社
1975年からGen Conは『ダンジョンズ&ドラゴンズ』ロールプレイングゲームの最初の出版社であるTSR社によって主催、運営されるようになった。続く10年間、イベントは大きくなり米在郷軍人会館、ジョージ・ウィリアムズ大学、レイク・ジェニーバ・プレイボーイ・リゾートなど、ウィスコンシン州南部の様々な場所で開催された。コンベンションは1978年にウィスコンシン州ケノーシャのウィスコンシン大学パークサイド校キャンパスで開催されるようになり、これは1984年まで継続された。
Gen Con Westは1976年から1978年まで、カリフォルニアで3年間だけ開催された。1978年から1984年までGen Con Southがフロリダ州ジャクソンビルで、1981年と1982年にGen Con Eastがまずニュージャージー州チェリーヒル、翌年にペンシルベニア州チェスターで開催された。

### MECCA
1985年、Gen Conはより広い会場が必要となったため、ウィスコンシン州ミルウォーキーの「ミルウォーキー・エクスポジション&コンベンション・センター&アリーナ」(MECCA)に移転して開催されることになった。移転直後の来場者数は5,000人であったが、1995年には30,000人に増加し、Gen Conはロールプレイングゲーム業界で第一級のイベントとなった。1992年に、Gen Conは18,000人の来場者を記録し、他のあらゆる合衆国におけるゲーム・コンベンションの来場者数の記録を更新した。Gen Conは最大のライバルであるオリジン・ゲーム・フェアと短期間提携し、1988年と1992年に合同コンベンションが開催された。ウィザーズ・オブ・ザ・コースト社は『マジック:ザ・ギャザリング』を1993年8月のGen Conで初公開した。このゲームはその年の年末までに投入された250万枚のカードを売り尽くし、極めて人気が高いことを証明した。その後のトレーディングカードゲームの熱狂的流行により来場者数の増加が見られ、1995年の記録が達成された。

### ウィザーズ・オブ・ザ・コースト社
ウィザーズ・オブ・ザ・コースト社(WotC)はTSR社を1997年に買収し、自身もハズブロ社によって1999年に買収された。Gen Conは1998年にミッドウェスト・エクスプレス・センター（MEC、現在はウィスコンシン・センター）に移転した。1999年11月、WotCは2002年のコンベンションを最後に、Gen Conがミルウォーキーから移転することを発表した。WotCの創設者であるピーター・アドキソンは、2002年5月にGen Conの主催権をハズブロ社から買収し、運営のためにGen Con LLCを組織した。アドキソンの指導による最初のコンベンションは2002年8月にミルウォーキーで開催された。

### インディアナポリス

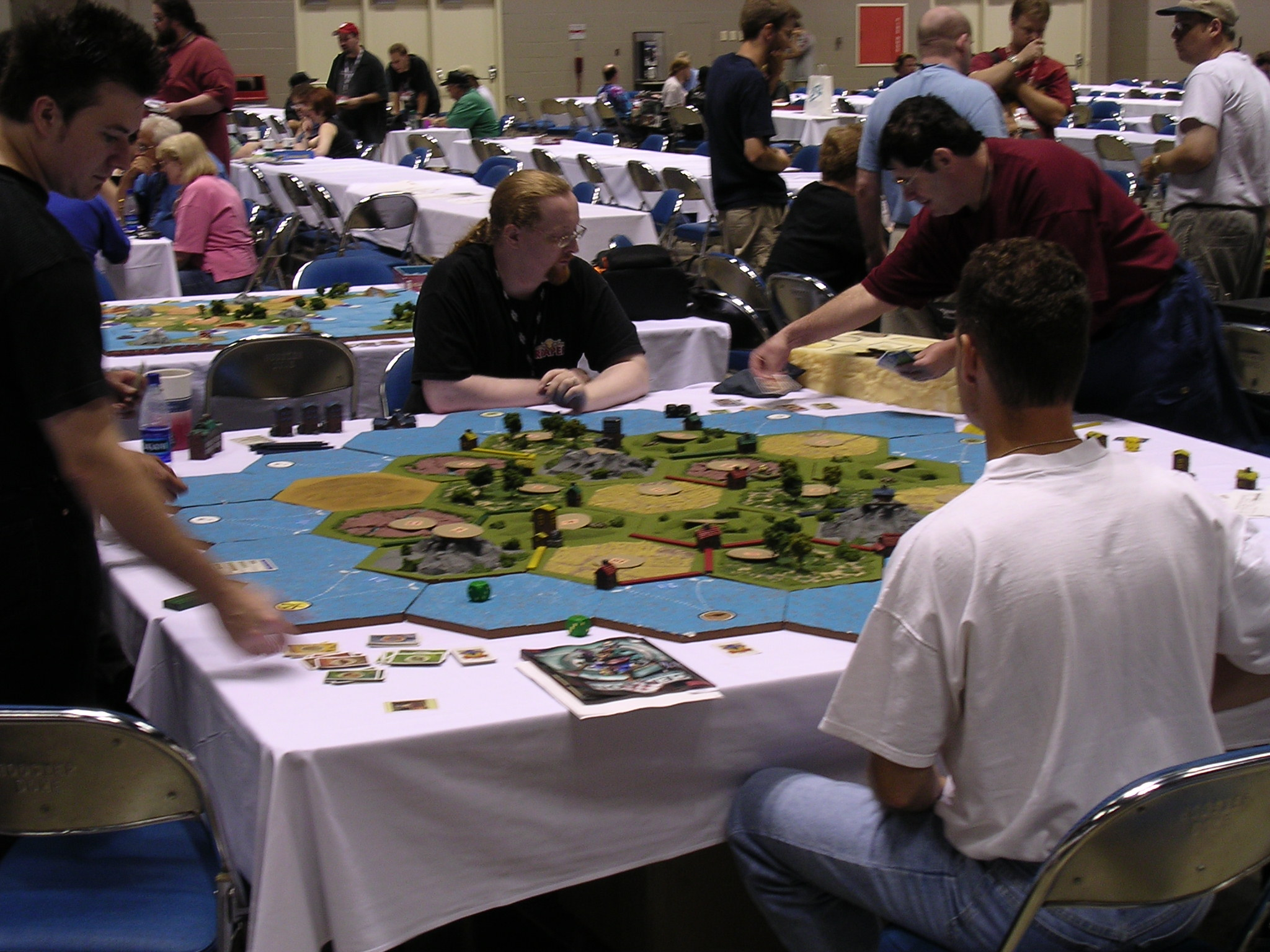
Gen Con Indy 2003の会場でプレイ中のカタンの開拓者たち

Gen Conは2003年にインディアナ州インディアナポリスに移転した。ピーター・アドキソンはこの移転の理由として、ミルウォーキーのコンベンションセンター周辺の宿泊施設の不足、施設レイアウトの不満、施設のエスカレーターが度々故障することなどを挙げた。
インディアナポリスに移転してからはGen Con Indyと呼ばれるようになり、インディアナ・コンベンションセンターを会場にして毎年20,000から30,000人の来場者を集め続けた。ウィザーズ・オブ・ザ・コースト社はGen Con Indy 2004において『ダンジョンズ&ドラゴンズ』ゲームの30周年を祝う援助を行った。2005年にはGen Con Indyは、参加者の直接消費額がインディアナポリスで行われる他のあらゆる年次大会のそれよりも高額となった。
アドキソンはカリフォルニアでのコンベンションを再開し、Gen Con SoCalと名付けた。中西部での大会よりは小規模であり、2005年には6,300人の来場者を記録し、北米における3番目に大きなホビーゲーム・コンベンションとなった。これはアナハイム・コンベンションセンターを会場としていた。
アドキソンが2003年に、Gen Conを「小さなE3」にすることは望まない、と述べたにもかかわらず、2006年半ばにE3が規模縮小を行うと、Gen Con LLCはビデオゲーム業界により多くの展示スペースを提供すると発表した。Gen Conはその意図を、「E3が放棄したところを拾い上げるため」と説明した。
同じく2006年はフランチャイズの当たり年であり、Gen Con LLCは「スター・ウォーズ・セレブレイション」と呼ばれる公式スター・ウォーズ・コンベンションを運営した。
インディアナ・コンベンションセンターは、主にGen Conの増大し続ける来場者数に対応する目的で2億7,500万ドル以上をかけて、2011年に大拡張工事を完了させた。

### 合衆国外での開催
Gen Conは1990年代にヨーロッパでも開催された。最初の年次のEuropean Gen Conは1990年にイギリスのイースト・サセックスで開催され、1994年にはGen Con Barcelonaがスペインのバルセロナで開催された。Europeanコンベンションは1997年まで8年間、イギリスで開催された。1998年にはEuropean Gen Conは開催されなかったが、1999年に1回だけベルギーのアントワープで再開催され、2006年から2008年まで3年間だけフランスのパリで再開催された。Benelux Gen Conは1998年にオランダのティールで開催され、2000年にオランダのデンボスで再開催された。Gen Con Barcelonaは1994年から96年、1999年、2004年の計5回開催された。Gen Con UKは1998年から2008年まで開催された。Gen Con Australiaは2008年7月と2009年9月にオーストラリアのブリスベンで開催された。3回目の開催も2010年に予定されていたが、中止された。

## イベント

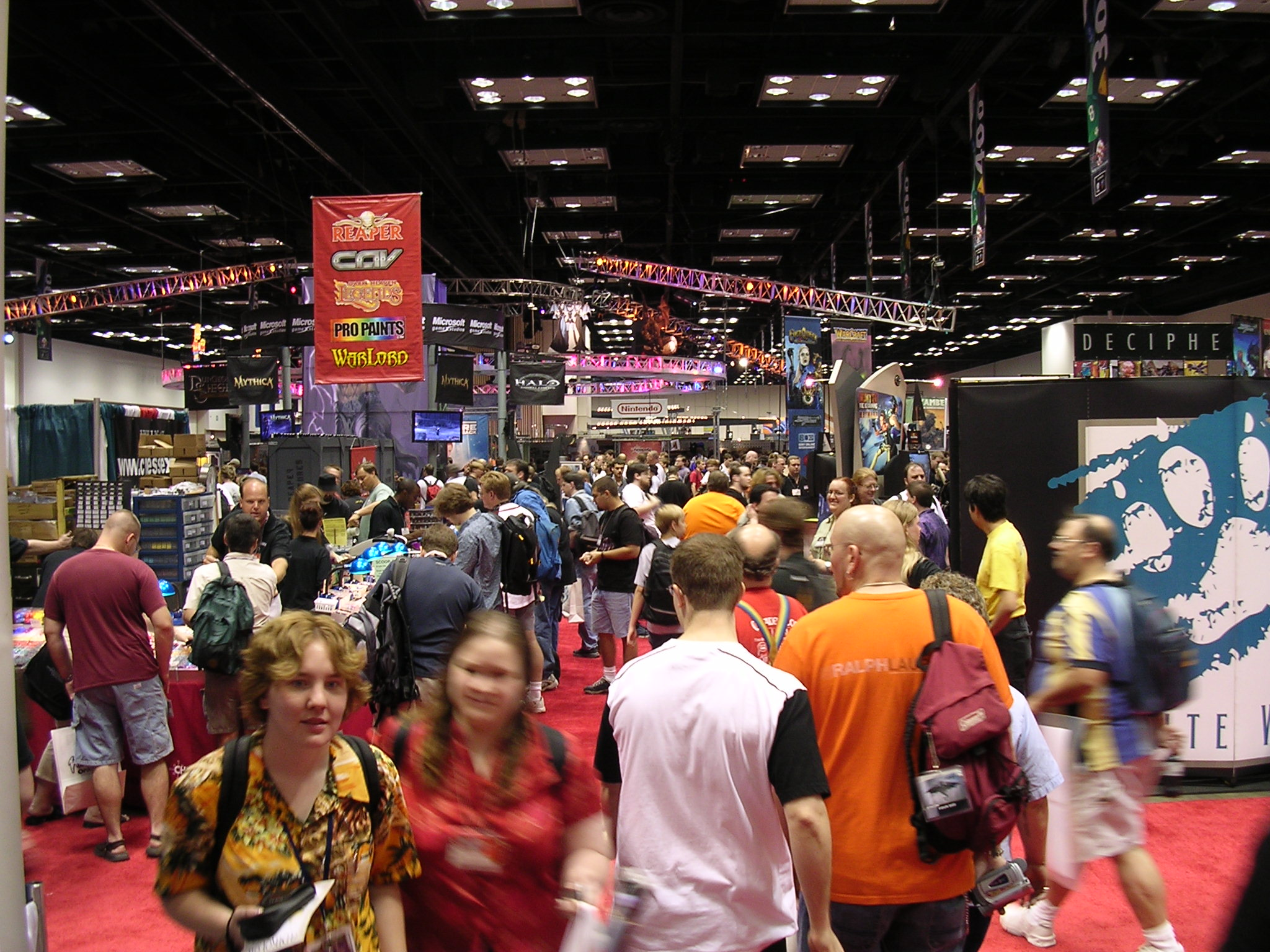
Gen Con Indy 2003における展示ホール

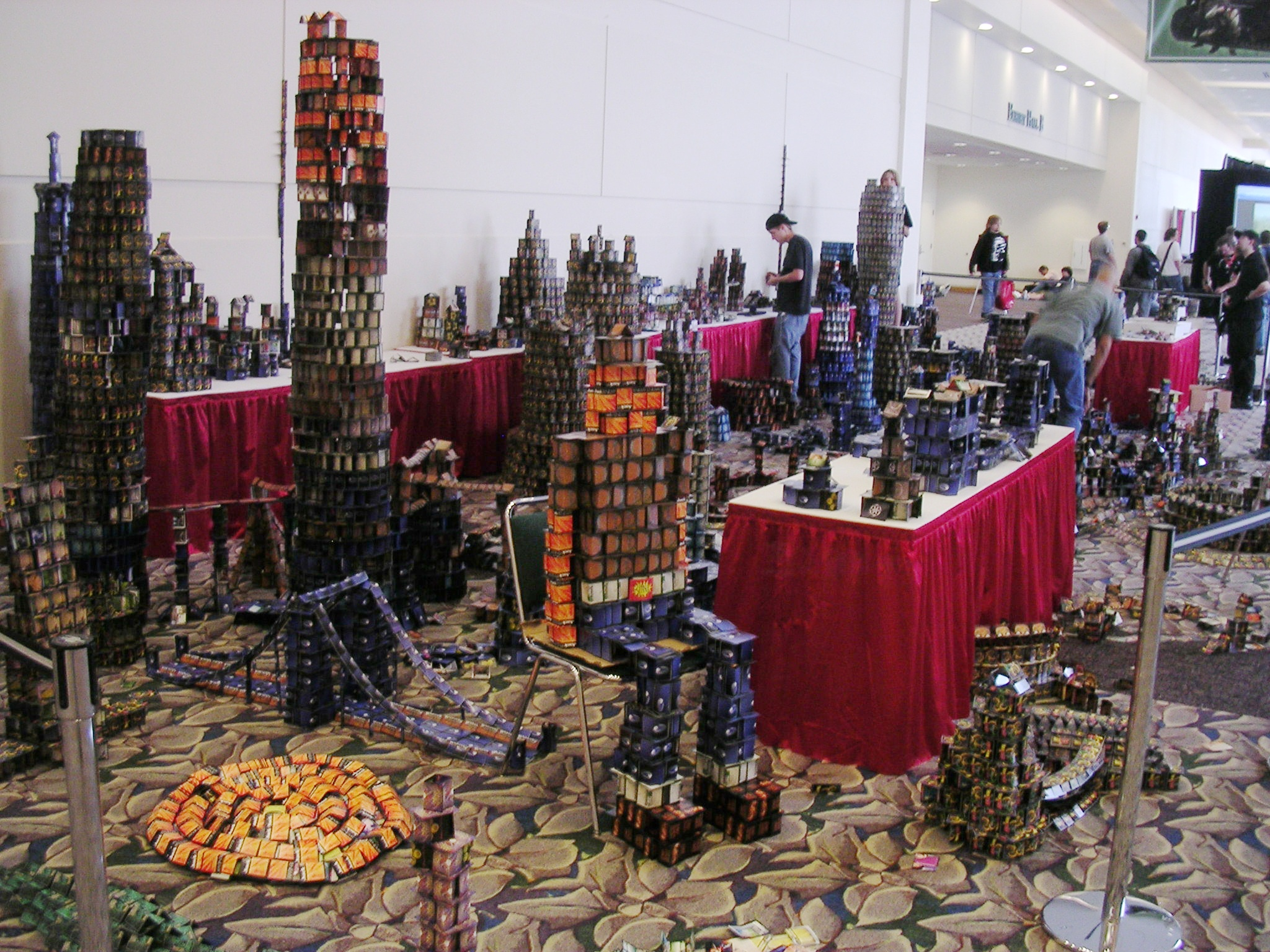
Gen Con Indy 2005での「カードハラ」（チャリティーイベント）

このコンベンションはゲーム出版社、ゲーム作家、ゲーム関連事業者が多数出展している大きな展示ホールを売り物にしており、たいていの来場者はここで少なくとも100ドルは消費する。このコンベンションが創立された時から毎年のイベントスケジュールに登録されている唯一のゲームは『ファイト・イン・ザ・スカイズ』である。
「D&Dチャンピオンシップ・シリーズ」（以前のD&Dオープン）はGen Conにおいて1977年から長期間行われている『ダンジョンズ&ドラゴンズ』ゲームのイベントである。RPGAは1980年末に組織され、Gen Conで多数のイベントを運営するため、彼ら専用のカテゴリーを与えられている。RPGAのイベントは主に「リビング」ゲームであり、プレイヤーが作成したキャラクターは複数のイベント間で継続して使用される。RPGAが最初にイベントを運営したのは1981年であった。

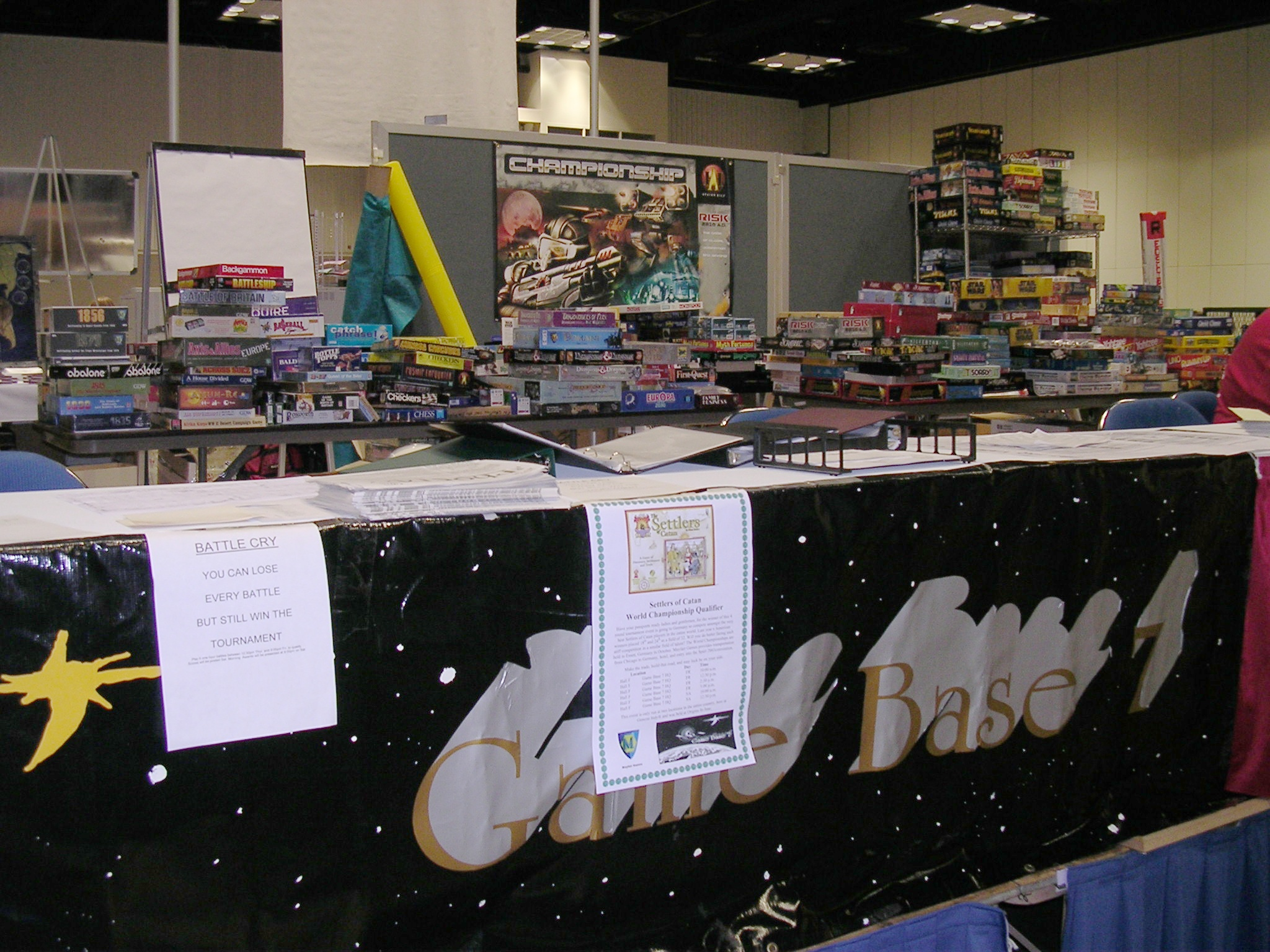
Gen Con Indy 2003でのゲーム図書館、ゲーム・ベース7

1987年、参加者がゲームを借りることのできるゲーム図書館が開始された。1994年には最初のマジック:ザ・ギャザリング世界選手権が行われ、決勝戦でフランスのベルトラン・レストレを破ったザック・ドランが優勝した。
Gen Conは様々な慈善団体のために寄付金を集めるための多数のイベントがあることを特色にした。代表的なものに「カードハラ」があり、それはまず寄付されたトレーディングカードで大きな都市を組み上げる。来場者はその都市を破壊するためにコインを投げつけるように要請される。投げられたコインは集められ、寄付金となる。カードハラが最初に実施されたのは1999年である。ゲーム団体「NASCRAG」は1980年からGen Conにおいて『ダンジョンズ&ドラゴンズ』のイベントを運営している。NASCRAGは、時に彼らのイベントへの参加料を慈善団体に寄付することがある。このイベントの運営はユーモラスな傾向がある。Gen Conライブゲームズ・オークションはやはり長らく行われているイベントであるが、オークション（と委託販売店）のほとんどは寄付をするわけではない。

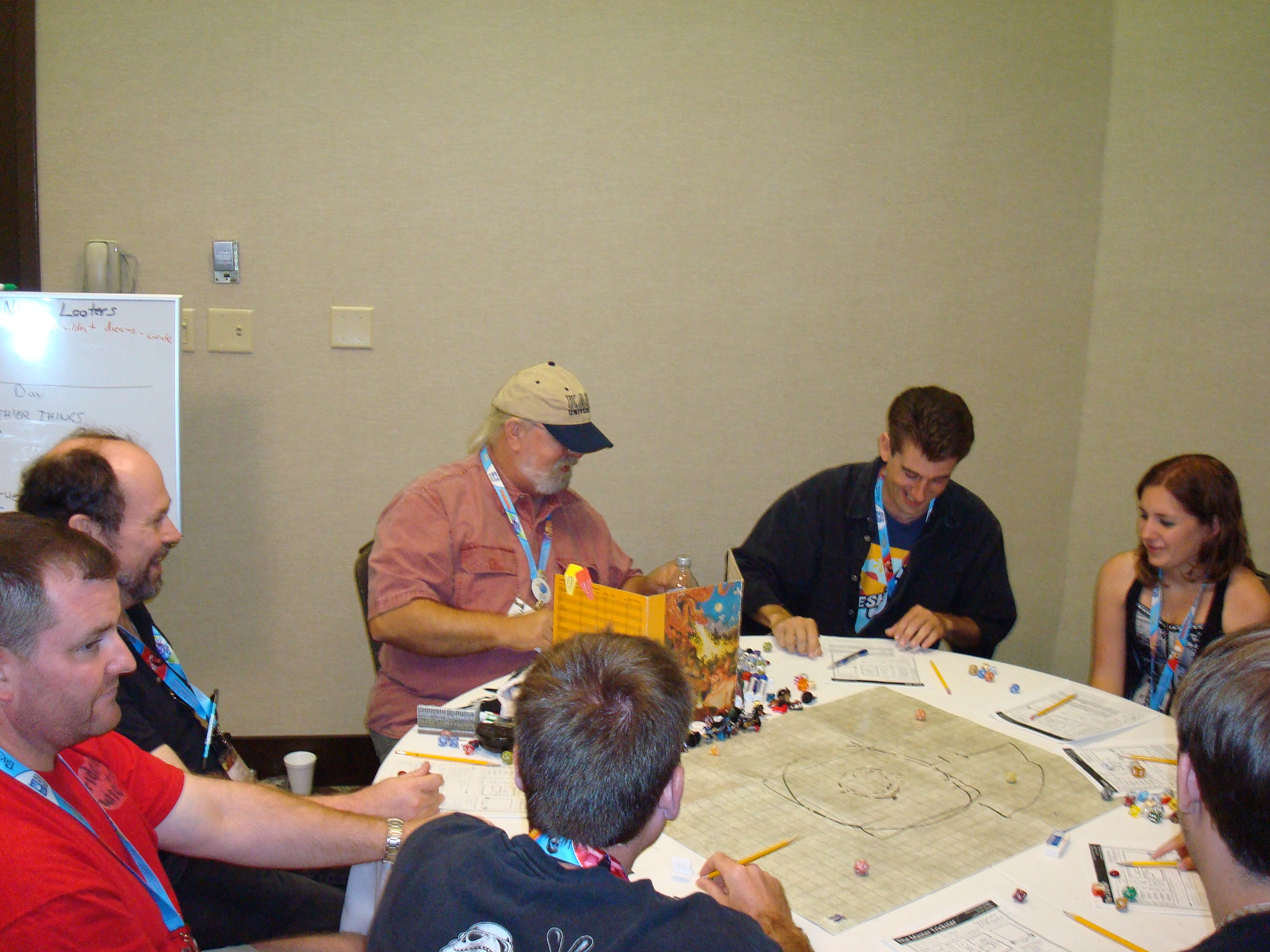
『ドラゴン』誌の初代編集長であったティム・カスク。Gen Con Indy 2009で『ダンジョンズ&ドラゴンズ』のDMをしている

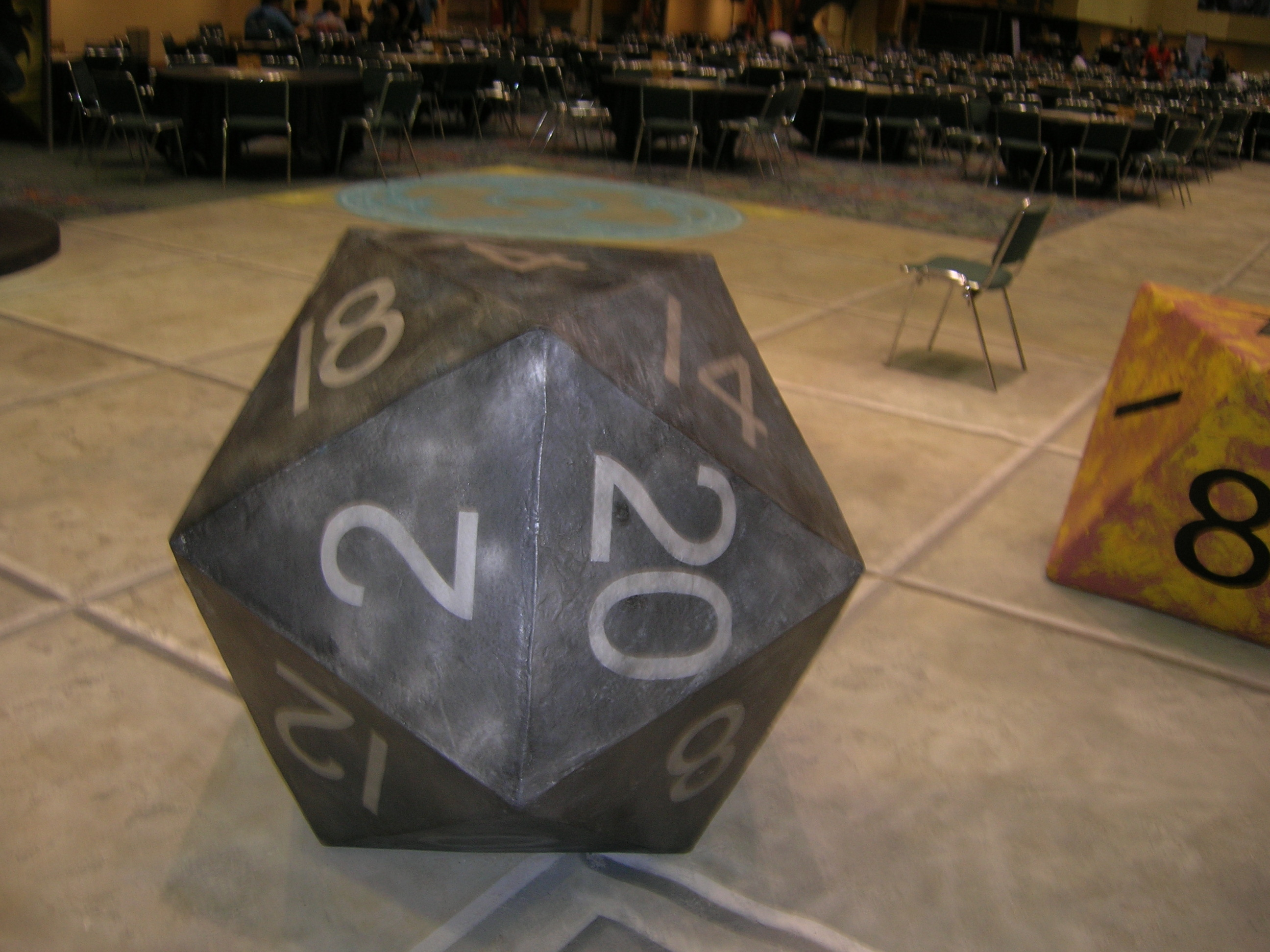
巨大な20面体ダイスとやや小さめの8面体ダイスはびくともしない。Gen Con Indy 2007

「EN World」RPGアワード（エニー賞）はロールプレイングゲームに与えられる年に1回の表彰式である。エニー賞は2001年に初めて行われ、2003年からはGen Con Indyで開催された。実行しているのはD&Dとd20システムを対象としたニュースウェブサイトを運営しているEN Worldである。
「トゥルー・ダンジョン」は等身大のダンジョン潜りを実際に体験できるライブアクション・ロールプレイングゲーム(LARP)である。2003年からGen Conで運営されており、一連のパズルと『D&D』の環境を再現するために設定されたシナリオを特徴とする。

## 係争
2008年、Gen Con LLCに対する法律面でのトラブルが頻発した。1月10日、ルーカスフィルムは2006年に開催されたスター・ウォーズ・セレブレイションIVでの契約違反、横領、不当利得を主張し、Gen Con LLCに訴訟を提起した。さらにその訴訟では、Gen Conがそのイベントで行われたチャリティーオークションの収益をメイク・ア・ウィッシュに渡さなかった、と主張していた。Gen Con側はルーカスフィルムの主張には根拠がなく、逆にGen Conに対する債務があると主張し反訴を提起した。
2008年2月15日、Gen Con LLCは「...外部からライセンスを与えられたイベントに関する著しい思いがけない出費」に言及し、第11章破産保護の申請を行ったことを発表した。破産申請の結果、ルーカスフィルムの訴訟は2008年11月19日まで遅延した。Gen Con Indy 2008は予定通り開催された。
2008年11月20日、Gen Con LLCの資産買い上げの同意書が破産裁判所に提出された。それはこれから結成されるであろう「Gen Con買収グループ」という名の企業が、Gen Con LLCを未払いの債務と同額で買い上げるつもりであることを表明していた。Gen Conの代表取締役であるアドリアン・スワートアウトはその書類について「胡散臭く謎めいている」と述べ、その提案が「我らの債権者への最大の利益にはならない」と結論した。Gen Conは敵対的買収を拒絶し、第11章の手続きに入ってから11ヶ月後の2009年1月11日、破産裁判所はGen Conの破産を認めた。
2008年、クリスチャン・チルドレンズ・ファンド(CCF)は、その年のGen Conで行われたGen Conライブ・ゲーム・オークションの収益のうち17,398ドルの寄付を断られた、と伝えた。このチャリティーは2008年に死去したゲイリー・ガイギャックス―CCFに頻繁に寄付を行っていた―に敬意を表して行われていた。ゲーム界隈の幾人かはこの決定に失望を表明した。例えば作家でゲームデザイナーのリッチ・バールーはこれを「侮辱的だ」と非難し、ゲーム愛好家達からの反響としてCCFとGen Conの双方が、何が起こったのかの公式声明を発表するよう求めた。見解の相違による結果として、Gen Conは別の慈善団体を支援することに決定した。
2015年3月23日、アドリアン・スワートアウトはインディアナ州知事マイク・ペンスに書簡を送り、知事が署名することを決めたSB 101（いわゆる「信教の自由」法案。既に上下両州議会を通過していた）を再考するよう求めた。法案の反対者はこれによりビジネスの不当な選別を許し、LGBTコミュニティやその他の集団に対する差別につながると述べ、この法案により州内でのビジネスが宗教的根拠によって誰でも否定することを許してしまうだろうとした。スワートアウトは書簡の中で「Gen Conは民族性、文化、信念、性的傾向、社会的性同一性、能力、社会経済的背景の異なる―50州全てと40ヶ国以上から来訪した―多様な参加者を誇りを持って歓迎してきた」と指摘し、そしてこのような「広範な多様性が我々のコンベンションの成功と成長の重要な要素である」と続け、毎年地域経済に「5,000万ドル以上」の貢献をしていることを付け加えた。スワートアウトはこのような法案に署名することは「州経済に直接の悪影響を及ぼし、2011年にGen Conの増大し続ける参加者を受け入れるために（州は）既に（ICCの）大拡張工事を完了させてしまっているが、将来もインディアナ州でコンベンションを開催するかどうかについて（Gen Con側の）意思決定要因にもなるであろう」と述べた。

## タイムライン
以下で提示された数値に基づいた、Gen Conコンベンションへの来場者数：

### 1967-2002年：Gen Con
| イベント名             | 開催日           | 開催地 | おおよその 来場者数 | 備考 |
| ---------------------- | ---------------- | --- | ------------------- | --- |
| 「Gen Con 0」          | 1967年8月        | ゲイリー・ガイギャックスの自宅 ウィスコンシン州レイク・ジェニーバ                                          | 12                  | |
| Gen Con I              | 1968年8月24日    | 園芸会館 ウィスコンシン州レイク・ジェニーバ                                                                | 96                  | 最初の年次公式Gen Con                                                                                                 |
| Gen Con II             | 1969年8月23-24日 | 園芸会館 ウィスコンシン州レイク・ジェニーバ                                                                | 187                 | 2日間開催された最初のGen Con                                                                                          |
| Gen Con III            | 1970年8月22-23日 | 園芸会館／組合会館 ウィスコンシン州レイク・ジェニーバ                                                      | 250                 | |
| Gen Con IV             | 1971年8月21-22日 | 米国在郷軍人会記念会館 ウィスコンシン州レイク・ジェニーバ                                                  | 300                 | |
| Gen Con V              | 1972年8月19-20日 | ジョージ・ウィリアムズ大学 ウィスコンシン州ウィリアムズ・ベイ                                              | 200                 | |
| Gen Con VI             | 1973年8月18-19日 | 園芸会館／組合会館／米国在郷軍人会記念会館 ウィスコンシン州レイク・ジェニーバ                              | 300                 | TSR社創立 |
| Gen Con VII            | 1974年8月23-25日 | 園芸会館／組合会館／米国在郷軍人会記念会館 ウィスコンシン州レイク・ジェニーバ                              | 350                 | 『ダンジョンズ&ドラゴンズ』出版 3日間開催された最初のGen Con                                                          |
| Gen Con VIII           | 1975年8月22-24日 | 園芸会館／組合会館／米国在郷軍人会記念会館 ウィスコンシン州レイク・ジェニーバ                              | 900                 | |
| Gen Con IX             | 1976年8月20-22日 | 園芸会館／組合会館／米国在郷軍人会記念会館 ウィスコンシン州レイク・ジェニーバ                              | 1,300               | TSR社がGen Conの主催権を獲得した                                                                                      |
| Gen Con X              | 1977年8月18-21日 | プレイボーイ・リゾート／園芸会館／組合会館 ウィスコンシン州レイク・ジェニーバ                              | 2,300               | 4日間開催された最初のGen Con                                                                                          |
| Gen Con XI             | 1978年8月17-20日 | ウィスコンシン大学パークサイド校 ウィスコンシン州ケノーシャ                                                | 2,000               | パークサイド校会場に移転                                                                                              |
| Gen Con XII            | 1979年8月16-19日 | ウィスコンシン大学パークサイド校 ウィスコンシン州ケノーシャ                                                |                     | |
| Gen Con XIII           | 1980年8月21-24日 | ウィスコンシン大学パークサイド校 ウィスコンシン州ケノーシャ                                                | 4,500               | |
| Gen Con XIV            | 1981年8月13-16日 | ウィスコンシン大学パークサイド校 ウィスコンシン州ケノーシャ                                                | 5,000               | |
| Gen Con XV             | 1982年8月19-22日 | ウィスコンシン大学パークサイド校 ウィスコンシン州ケノーシャ                                                |                     | |
| Gen Con XVI            | 1983年8月18-21日 | ウィスコンシン大学パークサイド校 ウィスコンシン州ケノーシャ                                                |                     | |
| Gen Con 17             | 1984年8月16-19日 | ウィスコンシン大学パークサイド校／ゲートウェイ・テクニカル・カレッジ ウィスコンシン州ケノーシャ            | 3,600               | |
| Gen Con 18             | 1985年8月22-25日 | MECCA（ミルウォーキー・エクスポジション&コンベンション・センター&アリーナ） ウィスコンシン州ミルウォーキー | 5,000               | MECCAに移転 |
| Gen Con 19             | 1986年8月14-17日 | MECCA ウィスコンシン州ミルウォーキー                                                                       | 5,000               | |
| Gen Con 20             | 1987年8月20-23日 | MECCA ウィスコンシン州ミルウォーキー                                                                       |                     | Gen Conの20周年 |
| Gen Con 21/Origins     | 1988年8月18-21日 | MECCA ウィスコンシン州ミルウォーキー                                                                       |                     | Gen ConとOriginsはこの年、単一のコンベンション運営した                                                                |
| Gen Con '89            | 1989年8月10-13日 | MECCA ウィスコンシン州ミルウォーキー                                                                       | >10,000             | |
| Gen Con '90            | 1990年8月9-12日  | MECCA ウィスコンシン州ミルウォーキー                                                                       | >12,000             | |
| Gen Con '91            | 1991年8月8-11日  | MECCA ウィスコンシン州ミルウォーキー                                                                       | >15,000             | |
| Gen Con/Origins '92    | 1992年8月20-23日 | MECCA ウィスコンシン州ミルウォーキー                                                                       | >18,000             | Gen Conの25周年。Gen ConとOriginsはこの年、単一のコンベンション運営した                                               |
| Gen Con '93            | 1993年8月19-22日 | MECCA ウィスコンシン州ミルウォーキー                                                                       | 20,000              | |
| Gen Con '94            | 1994年8月18-21日 | MECCA ウィスコンシン州ミルウォーキー                                                                       | >25,000             | |
| Gen Con '95            | 1995年8月10-13日 | MECCA ウィスコンシン州ミルウォーキー                                                                       | 30,000              | |
| Gen Con '96            | 1996年8月8-11日  | MECCA ウィスコンシン州ミルウォーキー                                                                       | 27,000              | |
| 1997 Gen Con Game Fair | 1997年8月6-10日  | MECCA ウィスコンシン州ミルウォーキー                                                                       | 27,000              | ウィザーズ・オブ・ザ・コースト社はTSR社を買収し、Gen Conの主催権を獲得した。Gen Conの30周年                           |
| 1998 Gen Con Game Fair | 1998年8月6-9日   | MEC（ミッドウェスト・エクスプレス・センター） ウィスコンシン州ミルウォーキー                               | >19,000             | MECに移転 |
| 1999 Gen Con Game Fair | 1999年8月5-8日   | MEC ウィスコンシン州ミルウォーキー                                                                         | >22,000             | ウィザーズ・オブ・ザ・コースト社はコンベンション開催後にハズブロ社に買収された。ハズブロ社がGen Conの主催権を獲得した |
| 2000 Gen Con Game Fair | 2000年8月10-13日 | MEC ウィスコンシン州ミルウォーキー                                                                         | 21,000（推定）      | |
| 2001 Gen Con Game Fair | 2001年8月2-5日   | MEC ウィスコンシン州ミルウォーキー                                                                         | >25,000             | |
| 2002 Gen Con Game Fair | 2002年8月8-11日  | MEC ウィスコンシン州ミルウォーキー                                                                         | 23,000              | ウィスコンシン州で開催された最後のGen Con。35周年。ピーター・アドキソンがGen Conをハズブロ社から買収した              |

### 2003-現在：Gen Con Indy
| イベント名        | 開催日               | 開催地                                                                         | おおよその 来場者数 | 備考   |
| ----------------- | -------------------- | ------------------------------------------------------------------------------ | ------------------- | ------ |
| Gen Con Indy 2003 | 2003年7月24-27日     | ICC（インディアナ・コンベンション・センター） インディアナ州インディアナポリス | 25,000              |        |
| Gen Con Indy 2004 | 2004年8月19-22日     | ICC インディアナ州インディアナポリス                                           | 21,741              |        |
| Gen Con Indy 2005 | August 18?21, 2005   | ICC インディアナ州インディアナポリス                                           | 25,106              |        |
| Gen Con Indy 2006 | 2006年8月17-20日     | ICC インディアナ州インディアナポリス                                           | 21,250+             |        |
| Gen Con Indy 2007 | 2007年8月16-19日     | ICC インディアナ州インディアナポリス                                           | 27,000              | 40周年 |
| Gen Con Indy 2008 | 2008年8月14-17日     | インディアナ州インディアナポリス                                               | 28,600+             |        |
| Gen Con Indy 2009 | 2009年8月13-16日     | インディアナ州インディアナポリス                                               | 27,900+             |        |
| Gen Con Indy 2010 | 2010年8月5-8日       | インディアナ州インディアナポリス                                               | 30,046              |        |
| Gen Con Indy 2011 | 2011年8月4-7日       | インディアナ州インディアナポリス                                               | 36,733              |        |
| Gen Con Indy 2012 | 2012年8月16-19日     | インディアナ州インディアナポリス                                               | 41,000+             | 45周年 |
| Gen Con Indy 2013 | 2013年8月15-18日     | インディアナ州インディアナポリス                                               | 49,058              |        |
| Gen Con Indy 2014 | 2014年8月14-17日     | インディアナ州インディアナポリス                                               | 56,614              |        |
| Gen Con Indy 2015 | 2015年7月29日-8月2日 | インディアナ州インディアナポリス                                               | 61,423              |        |
| Gen Con Indy 2016 | 2016年8月4-7日       | インディアナ州インディアナポリス                                               | 60,819              |        |
| Gen Con 2017      | 2017年8月17-20日     | インディアナ州インディアナポリス                                               | 60,000+             | 50周年 |
| Gen Con 2018      | 2018年8月2-5日       | インディアナ州インディアナポリス                                               | 61,424+             |        |
| Gen Con 2019      | 2019年8月1-4日       | インディアナ州インディアナポリス                                               | ~70,000             |        |

### 1976-1977年：Gen Con West
| イベント名      | 開催日         | 開催地                                      | おおよその 来場者数 | 備考 |
| --------------- | -------------- | ------------------------------------------- | ------------------- | ---- |
| Gen Con West    | 1976年9月4-6日 | マッケイブ・ホール カリフォルニア州サンノゼ |                     |      |
| Gen Con West 77 | 1977年9月3-5日 | ビラ・ホテル カリフォルニア州サンマテオ     |                     |      |
| Gen Con West 78 | 1978年9月2-4日 | ビラ・ホテル カリフォルニア州サンマテオ     |                     |      |

### 1978-1984年：Gen Con South
| イベント名    | 開催日               | 開催地                                                                          | おおよその 来場者数 | 備考 |
| ------------- | -------------------- | ------------------------------------------------------------------------------- | ------------------- | ---- |
| Gen Con South | 1978年2月9-11日      | ロバート・マイヤー・ホテル フロリダ州ジャクソンビル                             |                     |      |
| Gen Con South | February 17?19, 1979 | JAXヒルトン フロリダ州ジャクソンビル                                            |                     |      |
| Gen Con South | 1980年2月15-17日     | ラマダ・イン フロリダ州ジャクソンビル・ビーチ                                   |                     |      |
| Gen Con South | 1981年2月6-9日       | ラマダ・イン フロリダ州ジャクソンビル・ビーチ                                   |                     |      |
| Gen Con South | 1982年2月5-7日       | ジャクソンビル・ビーチ・コンベンションセンター フロリダ州ジャクソンビル・ビーチ |                     |      |
| Gen Con South | 1983年3月11-13日     | サンダーバード・リゾート フロリダ州ジャクソンビル                               |                     |      |
| Gen Con South | 1984年3月16-18日     | サンダーバード・リゾート フロリダ州ジャクソンビル                               |                     |      |

### 1981-1982年：Gen Con East
| イベント名      | 開催日           | 開催地                                            | おおよその 来場者数 | 備考 |
| --------------- | ---------------- | ------------------------------------------------- | ------------------- | ---- |
| Gen Con East I  | 1981年7月23-26日 | チェリーヒル・イン ニュージャージー州チェリーヒル |                     |      |
| Gen Con East II | 1982年6月17-20日 | ウィディーンアー大学 ペンシルベニア州チェスター   |                     |      |

### 1990-2008年：European Gen Con
| イベント名            | 開催日                 | 開催地                                                                            | おおよその 来場者数 | 備考 |
| --------------------- | ---------------------- | --------------------------------------------------------------------------------- | ------------------- | ---- |
| European Gen Con      | 1990年11月30日-12月2日 | ポンティンズ・ホリデイセンター イギリス、イースト・サセックス州キャンバー・サンズ |                     |      |
| European Gen Con 1991 | 1991年11月15-17日      | ポンティンズ・ホリデイセンター イギリス、イースト・サセックス州キャンバー・サンズ |                     |      |
| European Gen Con 1992 | 1992年11月13-15日      | ポンティンズ・ホリデイセンター イギリス、イースト・サセックス州キャンバー・サンズ |                     |      |
| European Gen Con 1993 | 1993年11月11-14日      | ポンティンズ・ホリデイセンター イギリス、イースト・サセックス州キャンバー・サンズ |                     |      |
| European Gen Con 1994 | 1994年5月12-15日       | ポンティンズ・ホリデイセンター イギリス、イースト・サセックス州キャンバー・サンズ |                     |      |
| European Gen Con 1995 | 1995年4月27-30日       | ポンティンズ・ホリデイセンター イギリス、イースト・サセックス州キャンバー・サンズ |                     |      |
| European Gen Con 1996 | 1996年9月5-8日         | ラフバラー大学 イギリス、レスターシャー                                           |                     |      |
| European Gen Con 1997 | 1997年8月28-31日       | ラフバラー大学 イギリス、レスターシャー                                           |                     |      |
| Gen Con Europe        | 1999年7月31-8月1日     | ボウセントラム ベルギー、アントワープ                                             |                     |      |
| Gen Con Paris         | 2006年4月21-23日       | パリ・エスト・モントルイユ フランス、パリ                                         | 4,000               |      |
| Gen Con Paris 2007    | 2007年5月25-27日       | パリ・エスト・モントルイユ フランス、パリ                                         | 4,200               |      |
| Gen Con Paris 2008    | 2008年4月25-27日       | フランス、パリ                                                                    | 9,000               |      |

### 1994-2004年：Gen Con Barcelona
| イベント名             | 開催日            | 開催地                                        | おおよその 来場者数 | 備考                       |
| ---------------------- | ----------------- | --------------------------------------------- | ------------------- | -------------------------- |
| Gen Con Barcelona 1994 | 1994年11月11-13日 | ドラッサネス・レアル スペイン、バルセロナ     |                     |                            |
| Gen Con Barcelona 1995 | 1995年11月3-5日   | ドラッサネス・レアル スペイン、バルセロナ     |                     |                            |
| Gen Con Barcelona 1996 | 1996年11月15-17日 | メルカット・デル・ボルン スペイン、バルセロナ |                     |                            |
| Gen Con Barcelona 1999 | 1999年4月9-11日   | コチェーレス・デ・サンツ スペイン、バルセロナ |                     |                            |
| Gen Con Barcelona      | 2004年7月1-4日    | パラオ・サン・ジョルディ スペイン、バルセロナ |                     | （ライセンス取得イベント） |

### 1998-2008年：Gen Con UK
| イベント名      | 開催日                | 開催地                                                                              | おおよその 来場者数 | Notes                      |
| --------------- | --------------------- | ----------------------------------------------------------------------------------- | ------------------- | -------------------------- |
| Gen Con UK 1998 | 1998年9月3-6日        | ラフバラー大学 イギリス、レスターシャー                                             |                     |                            |
| Gen Con UK 1999 | 1999年9月2-5日        | ラフバラー大学 イギリス、レスターシャー                                             |                     |                            |
| Gen Con UK 2000 | 2000年8月31日-9月3日> | マンチェスター・カンファレンスセンター、マンチェスター大学 イギリス、マンチェスター |                     |                            |
| Gen Con UK 2001 | 2001年8月30日-9月2日  | オリンピア2 イギリス、ロンドン                                                      |                     |                            |
| Gen Con UK 2002 | 2002年8月29日-9月1日  | オリンピア2 イギリス、ロンドン                                                      |                     |                            |
| Gen Con UK 2003 | 2003年4月18-21日      | オリンピア2 イギリス、ロンドン                                                      |                     |                            |
| Gen Con UK 2004 | October 14?17, 2004   | マインヘッド・バトリンズ イギリス、サマセット州                                     |                     | （ライセンス取得イベント） |
| Gen Con UK 2005 | 2005年11月3-6日       | ボグナー・リージス イギリス、ウェスト・サセックス州                                 | 1,957               | （ライセンス取得イベント） |
| Gen Con UK 2007 | 2007年8月30日-9月2日  | レディング イギリス、バークシャー州                                                 | 1,746               | （ライセンス取得イベント） |
| Gen Con UK 2008 | 2008年8月28-31日      | レディング イギリス、バークシャー州                                                 |                     | （ライセンス取得イベント） |

### 1998-2000年：Gen Con Benelux
| イベント名           | 開催日               | 開催地                                | おおよその 来場者数 | 備考                            |
| -------------------- | -------------------- | ------------------------------------- | ------------------- | ------------------------------- |
| Benelux Gen Con 1998 | 1998年7月31日-8月2日 | モーテル・ティール オランダ、ティール |                     |                                 |
| Gen Con Benelux 2000 | 2000年9月23-24日     | オランダ、デンボス                    |                     | ベネルクスにおける最後のGen Con |

### 2003-2006年：Gen Con SoCal
| イベント名         | 開催日            | 開催地                                                                 | おおよその 来場者数 | 備考 |
| ------------------ | ----------------- | ---------------------------------------------------------------------- | ------------------- | ---- |
| Gen Con SoCal 2003 | 2003年12月11-14日 | ACC（アナハイム・コンベンション・センター） カリフォルニア州アナハイム | 4,148               |      |
| Gen Con SoCal 2004 | 2004年12月2-5日   | ACC カリフォルニア州アナハイム                                         | 5,559               |      |
| Gen Con SoCal 2005 | 2005年11月18-20日 | ACC カリフォルニア州アナハイム                                         | 6,326               |      |
| Gen Con SoCal 2006 | 2006年11月16-19日 | ACC カリフォルニア州アナハイム                                         | 5,840               |      |

### 2008-2009年：Gen Con Australia
| イベント名        | 開催日           | 開催地                                                                                                   | おおよその 来場者数 | 備考 |
| ----------------- | ---------------- | --- | ------------------- | ---- |
| Gen Con Australia | 2008年7月3-6日   | BCEC（ブリスベン・コンベンション&エキシビジョン・センター） オーストラリア、クイーンズランド州ブリスベン | >10,000             |      |
| Gen Con Australia | 2009年9月18-20日 | BCEC オーストラリア、クイーンズランド州ブリスベン                                                        |                     |      |

### 今後のイベントスケジュール
| イベント名        | 予定開催日           | 開催地                           | 備考         |
| ----------------- | -------------------- | -------------------------------- | ------------ |
| Gen Con Indy 2020 | 2020年7月30日-8月2日 | インディアナ州インディアナポリス | Gen Con LIII |
| Gen Con Indy 2021 | 2021年8月5-8日       | インディアナ州インディアナポリス | Gen Con LIV  |
| Gen Con Indy 2022 | 2022年8月4-7日       | インディアナ州インディアナポリス | Gen Con LV   |
| Gen Con Indy 2023 | 2021年8月3-6日       | インディアナ州インディアナポリス | Gen Con LVI  |